# Liam Ridgewell
Liam Matthew Ridgewell (* 21. Juli 1984 in London) ist ein ehemaliger englischer Fußballspieler. Aktuell ist er Co-Trainer bei den Portland Timbers.

## Karriere

### Jugend
Ridgewell wurde in Bexleyheath, einer Kleinstadt im Londoner Stadtteil London Borough of Bexley. Im Alter von 15 Jahren schloss er sich West Ham United an. Im Februar 2001 wechselte er in Jugend von Aston Villa. Mit der Mannschaft gewann er 2002 den FA Youth Cup.

### Aston Villa
Ridgewell wurde am Anfang seiner Profikarriere an den AFC Bournemouth in die Football League Third Division ausgeliehen. Während dieser einmonatigen Leihweise absolvierte er fünf Spieler. Sein Debüt gab er am 13. Oktober 2002 in einem Ligaspiel gegen Hartlepool United.
Sein erstes Spiel für Aston Villa fand am 4. Januar 2003 statt. In einem FA-Cup-Spiel gegen die Blackburn Rovers wurde er in der 69 Minute eingewechselt. Fast ein Jahr später stand er auch bei einem Premier-League-Spiel auf dem Platz.

### Birmingham City
Im August 2007 wechselte er für drei Millionen Euro zu Birmingham City, wo er einen Dreijahresvertrag mit Option auf zwei weitere Jahre unterschrieb. Er war der erste Spieler seit 1984, der zwischen den beiden Lokalrivalen gewechselt ist.

### West Bromwich Albion
Am 31. Januar 2012 wechselt er für 2,4 Millionen Euro zu West Bromwich Albion. Dabei hat er einen Vertrag bis
zum Saisonende 2024 unterschrieben mit der Option auf Verlängerung auf ein weiteres Jahr.

### Portland Timbers
Ridgewell wurde am 25. Juni 2014 als Designated Player für die Portland Timbers aus der Major League Soccer verpflichtet.